# Rolf Milser
Rolf Milser (* 28. Juni 1951 in Bernburg (Saale)) ist ein ehemaliger deutscher Gewichtheber und Hotelier.

## Vor und während des aktiven Sports
Rolf Milser wurde von 1965 bis 1968 in der Duisburger Kupferhütte zum Schlosser ausgebildet. Dort wurde er übernommen, wechselte aber 1972 als Angestellter ins Sportamt Duisburg.

## Sportliche Karriere
Milser wuchs in Duisburg auf, wo er zum Gewichtheben fand. Bei der Hochfelder Athleten Gesellschaft trainierte er und startete 1968 erstmals bei den deutschen Jugendmeisterschaften, wo er mit 255 kg im Dreikampf in der Klasse bis 70 kg Körpergewicht den neunten Platz belegte. In den folgenden Jahren verbesserte er sich bis 1972 fast jedes Jahr um ca. 50 kg im Dreikampf.
1971 gewann er die deutsche Juniorenmeisterschaft im Leichtschwergewicht bis 82,5 kg Körpergewicht mit 412,5 kg. 1972 wurde er erstmals deutscher Meister und startete bei den Olympischen Spielen in München, wo er mit 477,5 kg den 7. Platz belegte. Nach den Olympischen Spielen 1972 wurde das Drücken, eine von Milsers Stärken, und damit der Dreikampf abgeschafft. Die Athleten traten nun also im Zweikampf, bestehend aus Reißen und Stoßen an.
Seine ersten Weltmeisterschaften im Zweikampf bestritt er 1973 in Havanna in der Klasse bis 82,5 kg und belegte mit 332,5 kg den 4. Platz. Zur WM ein Jahr später in Manila konnte er sich deutlich steigern und gewann mit 347,5 kg im Zweikampf Bronze hinter Stojtschew und Jenssen mit jeweils 350,0 kg. 1975 in Moskau reichte dieselbe Zweikampfleistung für den 4. Platz, jedoch gewann Milser mit 200,0 kg im Stoßen Gold.
Zu den Olympischen Spielen 1976 galt Milser als einer der Titelfavoriten. Nachdem er allerdings aufgrund von durch das Abtrainieren von Körpergewicht ausgelösten Krämpfen nicht zum Reißen antreten und damit auch keine Zweikampfwertung einbringen konnte, gewann der sowjetische Heber Walery Schary mit 365,0 kg. Zwar holte sich Milser mit 205,0 kg noch WM-Gold im Stoßen, da hier noch beide Wettkämpfe als eine Veranstaltung ausgetragen wurden, eine olympische Medaille konnte er jedoch nicht gewinnen. Ebenfalls 1976 konnte Milser mit 207,5 kg in Berlin Weltrekord stoßen.
Zur Welt-/Europameisterschaft 1977 in Stuttgart wechselte Milser ins Mittelschwergewicht, damals bis 90 kg Körpergewicht. Mit einer Zweikampfleistung von 370,0 kg (162,5 kg / 207,5 kg) erreichte er den 2. Platz hinter dem sowjetischen Heber Serhej Poltorazkyj mit 375,0 kg. 1978 in Gettysburg gewann Milser sein erstes WM-Gold im Zweikampf mit 377,5 kg (162,5 kg / 215,0 kg) vor Gennadi Bessonow mit 375,0 kg und Antalovics mit 367,5 kg. Ein Jahr später in Saloniki erzielte Bessonow 380,0 kg und verwies damit Milser mit 377,5 kg (165,0 kg / 212,5 kg) auf den zweiten Platz. Zur EM im selben Jahr stellte Milser seinen zweiten Weltrekord mit 222,5 kg auf.
An den Olympischen Spielen 1980 in Moskau, für die er als einer der Favoriten galt, konnte Milser wegen des Boykotts der Weststaaten nicht teilnehmen. So ging Gold im Mittelschwergewicht bis 90 kg mit einer Zweikampfleistung von 377,5 kg (170,0 kg / 207,5 kg) an Peter Baczako. Diese Leistung hatte Milser bereits bei den zwei vorherigen Weltmeisterschaften erzielt. Er wäre der stärkste Stoßer im Feld gewesen.
Bei den Weltmeisterschaften 1981 in Lille konnte er nach 167,5 kg im Reißen im Stoßen keinen gültigen Versuch einbringen und blieb somit unplatziert. Sieger wurde Blagoj Blagoew mit 405,0 kg (185,0 kg / 220,0 kg), vor Juri Iwanowitsch Sacharewitsch mit 397,5 kg (180,0 kg / 217,5 kg). Zur WM 1982 und 1983 wechselte Milser ins Schwergewicht bis 100,0 kg Körpergewicht. Hier konnte er in Moskau mit erzielten 390,0 kg dem rasch steigenden Niveau der Ostheber nur wenig entgegensetzen und wurde Sechster. Sieger wurde Pawel Kusnezow vor Alexander Popow, jeweils mit 422,5 kg im Zweikampf.
Nach dem Boykott der Oststaaten der Olympischen Spiele 1984 in Los Angeles hatte Milser jedoch wieder Medaillenchancen, welche er bei seinen nunmehr vierten Olympischen Spielen auch umsetzen konnte. Er gewann Gold im Schwergewicht mit 385,0 kg (167,5 kg / 217,5 kg). Der Weltrekord lag damals bei 440,0 kg im Zweikampf, aufgestellt 1983 von Juri Iwanowitsch Sacharewitsch. Infolge der Abwesenheit der Ostheber war das Teilnehmerfeld schwach besetzt. Die von Milser erreichten 217,5 kg im Stoßen bedeuteten trotzdem einen olympischen Rekord. Nach dem Gewinn der olympischen Goldmedaille beendete der sechsmalige Weltmeister Milser 1984 seine aktive Karriere als Gewichtheber, in der er zudem neben 114 deutschen Rekorden die beiden bereits erwähnten Weltrekorde aufstellte.

## Nach dem aktiven Sport
Nach seiner Karriere als aktiver Gewichtheber war Milser zwölf Jahre lang Bundestrainer der deutschen Gewichtheber und fünf Jahre lang Präsident des Verbandes Deutscher Diplom-Trainer (VDDT). Im Februar 1994 wurde Milser als Bundestrainer entlassen, nachdem er als Berater und Statist an einem ARD-Fernsehfilm mitgewirkt hatte, in dem der Gebrauch von Dopingmitteln einer fiktiven Olympiamannschaft dargestellt wurde. Milser gab an, sich vor den Dreharbeiten den Inhalt des Films nicht genau angesehen zu haben und nannte sein Verhalten „blauäugig“.
Er betreibt ein Hotel in Duisburg-Huckingen, in dem unter anderem die monegassische Fürstenfamilie zum Champions-League-Finale 2004 wohnte und zur FIFA WM 2006 die italienische Fußballnationalmannschaft untergebracht war.

## Sonstiges
- Milser bekannte sich bis zum Verbot von Anabolika 1977 offen zu deren Verwendung und plädierte für eine kontrollierte Einnahme.[5][6][7] Der Gewichtheber Karl-Heinz Radschinsky sagte aus, dass Rolf Milser Mitwirkender in einem Systems organisierten Dopings war, in dem er Urinproben sammelte und die Athleten informierte, ab wann sie nach Absetzen der Dopingration wieder als „clean“ galten.[8]
- 1984 spielte er eine Hauptrolle in der Komödie Drei und eine halbe Portion mit Karl Dall, Jürgen Hingsen und Patrick Bach.
- Milser engagierte sich als Botschafter für die Fußball-Weltmeisterschaft 2006 der Menschen mit Behinderung in Deutschland.

## Statistik

### Internationale Erfolge/Mehrkampf
(OS = Olympische Spiele, WM = Weltmeisterschaften, EM = Europameisterschaften, Ls = Leichtschwergewicht, Ms = Mittelschwergewicht, 1.S = 1. Schwergewicht, Wettbewerbe bis 1972 im olympischen Dreikampf, bestehend aus Drücken, Reißen und Stoßen und seit 1973 im Zweikampf, bestehend aus Reißen und Stoßen)
- 1972, 5. Platz, EM in Constanța, Ls, mit 477,5 kg, hinter Boris Pawlow, UdSSR, 512,5 kg, Leif Jensen, Norwegen, 505 kg, Kaarlo Kangasniemi, Finnland, 495 kg und Norbert Ozimek, Polen, 485 kg;
- 1972, 7. Platz, OS in München, Ls, mit 477,5 kg, hinter Jensen, 507,5 kg, Ozimek, 497,5 kg, György Horvath, Ungarn, 495 kg, Bernhard Radtke, DDR, 492,5 kg Christos Iakovou, Griechenland, 490 kg und Kangasniemi, 480 kg;
- 1973, 1. Platz, EG-Pokalturnier, Ls, mit 312,5 kg, vor Zuttermann, Belgien, 277,5 kg und Jürgen Wegel, Deutschland, 275 kg;
- 1973, 6. Platz, EM in Madrid, Ls, mit 325 kg, hinter Wladimir Ryschenkow, UdSSR, 352,5 kg, R. Rusew, Bulgarien, 335 kg, Frank Zielecke, DDR, 332,5 kg, Horvath, 330 kg und S. Sochanski, Polen, 325 kg;
- 1973, 4. Platz, WM in Havanna, Ls, mit 332,5 kg, hinter Ryschenkow, 350 kg, Zielecke, 347,5 kg und Sochanski, 332,5 kg;
- 1974, 2. Platz, Großer Preis der UdSSR in Jerewan, Ls, mit 317,5 kg, hinter Ryschenkow, 360 kg und vor Markow, Bulgarien, 297,5 kg;
- 1974, 9. Platz, EM in Verona, Ls, mit 300 kg (Verletzung beim Reißen), Sieger: Ryschenkow, 357,5 kg, vor Trendafil Stojtschew, Bulgarien, 347,5 kg;
- 1974, 3. Platz, WM in Manila, Ls, mit 347,5 kg, hinter Stojtschew, 350 kg und Leif Jensen, Norwegen, 350 kg;
- 1975, 1. Platz, Donau Cup in Donaueschingen, Ls, mit 347,5 kg, vor Petkow, Bulgarien, 345 kg und Peter Baczako, Ungarn, 325 kg;
- 1975, 4. Platz, WM + EM in Moskau, Ls, mit 347,5 kg, hinter Waleri Schari, UdSSR, 357,5 kg, Stojtschew, 357,5 kg und Juhani Avellan, Finnland, 350 kg;
- 1976 4. Platz, EM in Berlin, Ls, mit 357,5 kg, hinter Shary, 367,5 kg, Blagoj Blagoew, Bulgarien, 365 kg und Stojtschew, 365 kg;
- 1976, unplatziert, OS in Montreal, Ls, nach drei Fehlversuchen im Reißen, Sieger: Shary, 365 kg vor Blagoew, 360 kg und Stojtschew, 360 kg; Blagoew wurde anschließend des Dopings überführt. Die Silbermedaille wurde ihm aberkannt.
- 1977, 2. Platz (2. Platz), WM + EM in Stuttgart, Ms, mit 370 kg, hinter Serhej Poltorazkyj, UdSSR, 375 kg und vor Alberto Blanco, Kuba, 355 kg;
- 1978, 1. Platz, EG-Pokalturnier in Lille, Ms, mit 360 kg, vor Langford, Großbritannien, 320 kg und de Grauwe, Belgien, 297,5 kg;
- 1978, 2. Platz, EM in Havířov, Ms, mit 375 kg, hinter David Rigert, UdSSR, 397,5 kg und vor Andon Nikolov, Bulgarien, 352,5 kg;
- 1978, 1. Platz, WM in Gettysburg, Ms, mit 377,5 kg, vor Gennadi Bessonow, UdSSR, 375 kg und Antalovics, Ungarn, 367,5 kg;
- 1979, 1. Platz, EG-Pokalturnier in Kassel, Ms, mit 362,5 kg, vor Pierre Gourrier, Frankreich, 330 kg und Helmut Müller, Deutschland, 320 kg;
- 1979, 1. Platz, EM in Warna, Ms, mit 382,5 kg, vor Baczako, 370 kg und V. Shary, 370 kg;
- 1979, 2. Platz, WM in Saloniki, Ms, mit 377,5 kg, hinter Bessonow, 380 kg und vor Witold Wala, Polen, 362,5 kg;
- 1980, 1. Platz, Baltic Cup, Ms, mit 370 kg, vor Bessonow, 350 kg und Gerd Kennel, Deutschland, 347,5 kg;
- 1981, unplatziert, WM + EM in Lille, nach drei Fehlversuchen im Stoßen;
- 1982, 4. Platz (4. Platz), WM + EM in Ljubljana, 1.S., mit 372,5 kg, hinter Viktor Sots, UdSSR, 422,5 kg, Juri Sacharewitsch, UdSSR, 420 kg und Matykiewicz, Polen, 397,5 kg;
- 1983, 2. Platz, EG-Pokalturnier in Kopenhagen, 1.S., mit 377,5 kg, hinter Norberto Oberburger, Italien, 387,5 kg und vor Panayotakis, Griechenland, 352,5 kg;
- 1983, 6. Platz, WM + EM in Moskau, 1.S., mit 390 kg, hinter Pavel Kuznezow, UdSSR, 422,5 kg, Alexander Popow, UdSSR, 422,5 kg, Andrzej Komar, Polen, 407,5 kg, Vasile Groapa, Rumänien, 397,5 kg und Wladislaw Barton, CSSR, 395 kg;
- 1984, Goldmedaille, OS in Los Angeles, 1. S., mit 385 kg, vor Groapa, 382,5 kg und Pekka Niemi, Finnland, 367,5 kg

### Medaillen Einzeldisziplinen
(in den Gewichtsklassen Ls, Ms und 1.S,)
- WM-Goldmedaillen: 1975, Stoßen, 200 kg – 1976, Stoßen, 205 kg – 1977, Stoßen, 207,5 kg – 1978, Stoßen, 215 kg – 1979, Stoßen, 212,5 kg
- WM-Silbermedaillen: 1977, Reißen, 162,5 kg – 1979, Reißen, 165 kg – 1984, Reißen, 167,5 kg – 1984, Stoßen, 217,5 kg
- WM-Bronzemedaillen: 1972, Drücken, 165 kg
- EM-Goldmedaillen: 1976, Stoßen, 207,5 kg – 1977, Stoßen, 207,5 kg – 1979, Stoßen, 222,5 kg
- EM-Silbermedaillen: 1973, Stoßen, 190 kg – 1977, Reißen, 162,5 kg – 1978, Stoßen, 215 kg

### Deutsche Meisterschaften
- 1971, 4. Platz in Coburg, Ls, mit 430 kg, hinter Albert Huser, Mannheim, 445 kg, Albert Haag, Fellbach, 435 kg und Wolfgang Kneißl, Fellbach, 432,5 kg;
- 1972, 1. Platz in Fellbach, Ls, mit 470 kg, vor Kneißl, 46o kg und Popiolek, Sarstedt, 450 kg;
- 1973, 1. Platz in Oberhausen, Ls, mit 320 kg, vor Kneißl, 295 kg und Steinbach, Altrip, 290 kg;
- 1974, 1. Platz in Mutterstadt, Ms, vor Stefan Reiß, Rettigheim, 317,5 kg und Dartmut Daub, Hostenbach, 297,5 kg;
- 1975, 1. Platz in München, Ls, mit 335 kg, vor Gerd Kennel, Hostenbach, 312,5 kg und Reinhard Ritt, Wetzgau, 307,5 kg;
- 1976, 1. Platz in St. Ilgen, 1. S., mit 370 kg, vor Wolfgang Neyses, Trier, 345 kg und Winfried Beer, Hostenbach, 330 kg;
- 1977, 1. Platz in Fellbach, Ms, mit 375 kg, vor Kennel, 332,5 kg und Helmut Müller, Neuaubing, 315 kg;
- 1978, 1. Platz in Langen, Ms, mit 375 kg, vor Mieczyslaw Szafranski, Wolfsburg, 300 kg;
- 1979, 1. Platz in Mutterstadt, Ms, mit 362,5 kg, vor Szafranski, 317,5 kg und Hans Beisiegel, Elz, 307,5 kg;
- 1980, 1. Platz in Coburg, 1.S., mit 362,5 kg, vor Bernhard Radtke, Wolfsburg, 345 kg und Szafranski, 320 kg;
- 1981, 1. Platz in Offenburg, 1.S., mit 380 kg, vor Olaf Peters, Berlin, 342,5 kg und Erhard Keller, Mutterstadt, 327,5 kg;
- 1982, 1. Platz in Wiesbaden, 1.S., mit 372,5 kg, vor Keller, 335 kg und Rolf Richter, Kassel, 330 kg;
- 1983, 1. Platz in Mutterstadt, 1. S., mit 377,5 kg, vor Frederyk Mis, Wuppertal, 360 kg und Richter, 345 kg

### Weltrekorde
Im beidarmigen Stoßen:
- 207,5 kg, 1976 in Berlin, Ls,
- 222,5 kg, 1979 in Warna, Ms

Daneben stellte Rolf Milser in seiner Karriere insgesamt 115 deutsche Rekorde auf.